# نجف‌قلی بی‌لی (آغجه‌آباد)
نجف‌قلی بی‌لی (به لاتین: Nəcəfqulubəyli) یک منطقه مسکونی در جمهوری آذربایجان است که در شهرستان آغجه‌آباد واقع شده است. نجف‌قلی بی‌لی ۱۰۶۰ نفر جمعیت دارد.